# آپولوژی (افلاطون)
آپولوژی (به یونانی: απολογία) (به فارسی: دفاعیه) یکی از مکالمات افلاطون است. افلاطون در این رساله گزارشی از خطابهٔ دفاعی سقراط ارائه داده‌است. بر اساس رسالهٔ آپولوژی؛ در ابتدا اتهام سقراط به او فهمانده می‌شود و سپس سقراط در مقام دفاع از خود برمی‌آید. او منکر آن است که جوانان را فاسد کرده باشد. سقراط شرح می‌دهد چگونه غیبگوی معبد دلفی او را داناترین افراد بشر دانسته، در حالی که تنها علمی که او دارد؛ علم به جهل خویشتن و ناچیزی علم بشر در برابر علم خداست.
سقراط می‌گوید که او منکر خدایان آتن است، خود به خدایی یگانه باور دارد. او تعلیم فلسفه را وظیفه‌ای می‌داند که از سوی خدا به او محوّل شده و او اطاعت خدا را بر اطاعت مردم ترجیح می‌دهد. پس از پایان این خطابه، قضات حکم به سرکشیدن جام زهر صادر می‌کنند، و سقراط خطابه‌ای نهایی ایراد می‌کند که در آن بیش از پیش، از اعتقادش به زندگی پس از مرگ سخن می‌گوید.

## خلاصه مکالمه

### خطابهٔ اوّل

#### بخش نخست

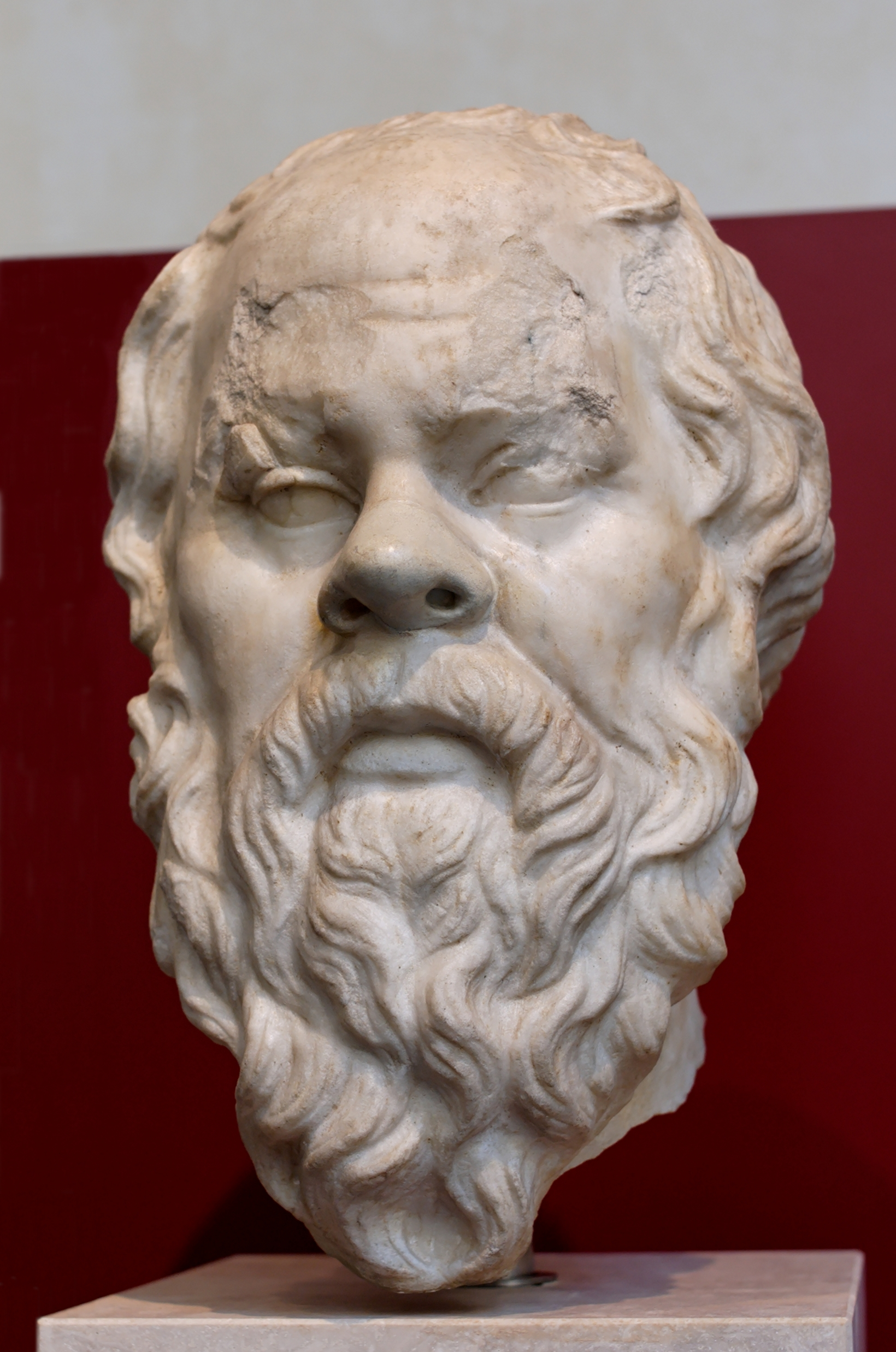
سردیسی از سقراط، نگهداری در موزهٔ ملّی باستان‌شناسی ناپل

سقراط نخست آنیتوس و ملتوس را به زبان‌آوری متّهم می‌کند و این اتّهام را که بر خود وی بسته بودند، رد می‌کند. او می‌گوید که فقط در بیان حقیقت زبان‌آور است؛ اگر به عادت مألوف خود سخن بگوید و نه به صورت «خطابهٔ مدوّنی که به صنایع و لطایف مزّین باشد،» نباید بر او خشم بگیرند. وی بیش از هفتاد سال دارد و تاکنون در محکمه‌ای حضور نیافته‌است، و بنابراین اگر طرز بیانش خلاف رسم محاکم است، باید او را معذور بدانند.
آن‌گاه می‌گوید که علاوه بر مدّعیان رسمی، گروه بزرگی مدّعی غیررسمی نیز دارد، که از زمانی که قضاّت کودکانی بیش نبوده‌اند، همه‌جا از «سقراط، که مردی است دانا و دربارهٔ آسمان‌های زبرین می‌اندیشد، و در زمین زیرین کاوش می‌کند و بد را خوب جلوه می‌دهد،» سخن گفته‌اند. این اتّهام دیرینه از جانب افکار عمومی، از اتّهامات رسمی خطرناک‌تر است، خاصّه آن‌که او نمی‌داند واردکنندگان این اتّهامات چه کسانی هستند.
سقراط در پاسخ این دشمنی‌های دیرینه می‌گوید که وی مردی عالم نیست. سقراط می‌گوید که یک‌بار از معبد دلفی دربارهٔ داناترین افراد پرسیده‌اند و پاسخ آمده که از سقراط داناتر نیست. سقراط خود از این بابت مبهوت و متحیّر است؛ زیرا او می‌داند که دانشی ندارد؛ و خدا نیز ممکن نیست دروغ بگوید. بدین سبب سقراط به نزد کسانی می‌رود که به دانایی معروف بوده‌اند. نخست به نزد سیاست‌مداری می‌رود که «برخی او را دانا می‌شمردند، و خود او باز خود را داناتر می‌دانست.» امّا به زودی در می‌یابد که او دانا نیست. سپس به سراغ شاعران می‌رود و از آن‌ها می‌خواهد قطعاتی از آثار خودشان را برای او توضیح دهند؛ ولی شاعران از عهدهٔ این‌کار برنمی‌آیند. «آن‌گاه دانستم که شعر سرودن شاعران از فرط دانایی نیست، بلکه بر اثر نوعی نبوغ و الهام است.» سپس به نزد صنعتگران می‌رود، ولی اینان را نیز به همان اندازه مأیوس‌کننده می‌یابد.
سقراط می‌گوید که در این جریان دشمنان فراوانی برای خود تراشیده‌است. سرانجام به این نتیجه می‌رسد که «فقط خدا داناست.» با این حساب چرا خدا سقراط را داناترین آدمیان دانسته است؟ سقراط این‌گونه پاسخ می‌دهد که منظور خدا شخص سقراط نیست، بلکه خدا نام سقراط را از باب مثال به کار برده است؛ مانند اینکه بگوید «کسی داناست که مانند سقراط بداند که دانایی‌اش هیچ ارزشی ندارد.» کار رسوا کردن کسانی که وانمود می‌کنند دانایند و بدین وسیله مردم را فریب می‌دهند، تمام وقت سقراط را گرفته است؛ و او را فقیر و بی‌چیز ساخته است؛ امّا سقراط وظیفهٔ خود می‌داند که درستی گفتهٔ خدا را به مردم اثبات کند. جوانان خوش دارند به سخنان او که حقیقت را آشکار می‌کند، گوش فرادهند؛ و آن‌گاه خود این جوانان به این کار می‌پردازند؛ و بدین ترتیب بر شمارهٔ دشمنان او می‌افزایند «زیرا که مردم خوش ندارند قبول کنند که ادعای دانایی‌شان مورد تفتیش قرار بگیرد.»
سقراط سپس به مدعی خود ملتوس می‌پردازد، و از او می‌پرسد آن‌ها که جوانان را اصلاح می‌کنند چه کسانی هستند. ملتوس نخست قضّات را نام می‌برد، سپس قدم به قدم ناچار می‌شود که بگوید همهٔ مردم آتن، جوانان را اصلاح می‌کنند به جز سقراط! در اینجا سقراط به مناسبت چنین بخت نیکویی که نصیب شهر آتن شده، به آتنیان تبریک می‌گوید. آن‌گاه می‌گوید که زیستن در میان مردم صالح، بهتر است از زیستن در میان مردم فاسد، بنابراین نمی‌توان گفت که سقراط چنان سفیه‌است که به علم و عمد به فاسد کردن هم‌شهریان خود بکوشد؛ و اگر سهوآ چنین می‌کند در آن صورت ملتوس باید او را هدایت کند، نه محاکمه.

#### بخش دوم
مابقی دفاع شالوده‌ای کاملاً دینی دارد. سقراط تعلیم فلسفه را وظیفه‌ای دینی می‌داند که خدا به او متحوّل کرده، چنانچه ترک این وظیفه همچون ترک وظیفهٔ سربازی، ننگین خواهد بود. اگر سقراط را بدین شرط حیات بخشند که دیگر به اندیشه نپردازد، در پاسخ خواهد گفت:«ای مردم آتن، من شما را حرمت می‌گذارم و دوست می‌دارم؛ ولی اطاعت خدا را بر اطاعت شما ترجیح می‌دهم؛ و تا هنگامی که جان و توان دارم از فلسفه و تعلیم آن دست نخواهم کشید... زیرا بدانید که این امر خداست و به عقیدهٔ من تاکنون هیچ امری که از خدمت من به خدا بزرگتر باشد؛ در شهر روی نداده‌است.»
سقراط انکار نمی‌کند که قضّات می‌توانند او را بکشند، یا تبعید کنند، یا از حقوق اجتماعی محروم سازند. امّا وقتی آن‌ها چنین می‌پندارند و دیگرانی نیز چنین می‌پندارند که آسیب بزرگی به سقراط رسیده است؛ او با آن‌ها موافق نیست زیرا زیانی که اینکار در روح و جان آن‌ها می‌گذارد، از بدی آسیب آن‌ها به سقراط بزرگتر است.
سقراط سپس می‌گوید که در عالم سیاست هیچ مرد درستکاری نمی‌تواند مدّت مدیدی پایدار بماند. وی دو مورد را ذکر می‌کند که در آن‌ها چاره‌ای جز دخالت در سیاست نداشته‌است: مسئلهٔ دموکراسی در آتن و مخالفت با سی‌تن جبّار.
در آخر سقراط خاطرنشان می‌کند که در میان حاضران، بسیاری از شاگردان سابق او و پدران و برادران آن‌ها وجود دارند؛ امّا در ادعانامه حتّی یکی از اینان به عنوان شاهد معرّفی نشده‌است.
سقراط از پیروی از رسم متداول حاضر کردن کودکان گریان خود در دادگاه، برای رقّت آوردن قلوب قضّات خودداری می‌کند؛ و می‌گوید که چنین صحنه‌هایی متّهم و دادگاه را به یک اندازه مضحک می‌کند. او وظیفهٔ خود می‌داند که قضّات را مجاب کند، نه اینکه آن‌ها را بر سر رحم آورد.
پس از صدور حکم مرگ با نوشیدن شوکران و ردشدن پیشنهاد سی‌مینه جریمه، سقراط خطابهٔ نهایی‌اش را ایراد می‌کند.
√

### خطابهٔ دوّم
پس از قطعی شدن حکم، سقراط برای قضّات پیش‌گویی می‌کند که به زودی به مجازاتی بسیار سخت‌تر از آنچه بر او روا داشته‌اند، گرفتار خواهند شد.
به نظر سقراط «اگر می‌اندیشید که با کشتن من می‌توانید کسی را از نکوهش زندگی زیان‌آورتان بازدارید، سخت در اشتباهید. این راه فرار، راهی نیست که ممکن یا آبرومندانه باشد. آسان‌ترین و شریف‌ترین راه، از پای درآوردن دیگران نیست؛ بلکه بهتر ساختن خویشتن است.»
در ادامه او می‌گوید:«از میان ما آنان که مرگ را بد می‌پندارند، دراشتباهند؛ زیرا که مرگ یا خوابی است بی‌رویا، یا رفتن روح است به دنیای دیگر. و آیا انسان در ازای هم‌صحبتی اورفئوس و موسی و هزیود و هومر، از چه چیزی حاضر نیست دست بشوید؟ نه، اگر این راست باشد، پس بگذارید من بمیرم و باز هم بمیرم.» سقراط می‌گوید که در دنیای دیگر با کسانی هم‌نشین خواهد شد که شربت شهادت نوشیده‌اند؛ و بالاتر از همه اینکه جستجوی خود را در طلب دانش در آن دنیا ادامه خواهد داد. و در انتها سقراط می‌گوید:«زمان رحلت فرارسیده‌است و ما هر یک به راه خود می‌رویم؛ من به راه مرگ و شما به راه زندگی. کدامیک بهتر است، فقط خدا می‌داند.»

## مطالعهٔ بیش‌تر
ترجمه فارسی این مکالمه
- افلاطون (۱۳۵۷)، دورهٔ ۴ جلدی آثار افلاطون، ترجمهٔ محمدحسن لطفی، رضا کاویانی، تهران: انتشارات خوارزمی

درباره این مکالمه
- Allen, Reginald E. (1980). Socrates and Legal Obligation. Minneapolis: University of Minnesota Press.
- Brickhouse, Thomas C. (1989). Socrates on Trial. Princeton: Princeton University Press.
- Brickhouse, Thomas C.; Smith, Nicholas D. (2004). Routledge Philosophy Guidebook to Plato and the Trial of Socrates. New York: Routledge.
- Cameron, Alister (1978). Plato’s Affair with Tragedy. Cincinnati: University of Cincinnati.
- Compton, Todd, «The Trial of the Satirist: Poetic Vitae (Aesop, Archilochus, Homer) as Background for Plato's Apology», The American Journal of Philology, Vol. ۱۱۱، No. ۳ (Autumn, 1990), pp.  ۳۳۰–۳۴۷، The Johns Hopkins University Press
- Fagan, Patricia; Russon, John (2009). Reexamining Socrates in the Apology. Evanston: Northwestern University Press.
- Hackforth, Reginald (1933). The Composition of Plato’s Apology. Cambridge: Cambridge University Press.
- Reeve, C.D.C. (1989). Socrates in the Apology. Indianapolis: Hackett.
- West, Thomas G. (1979). Plato’s Apology of Socrates. Ithaca: Cornell University Press.